# Harris & Ewing photo studio

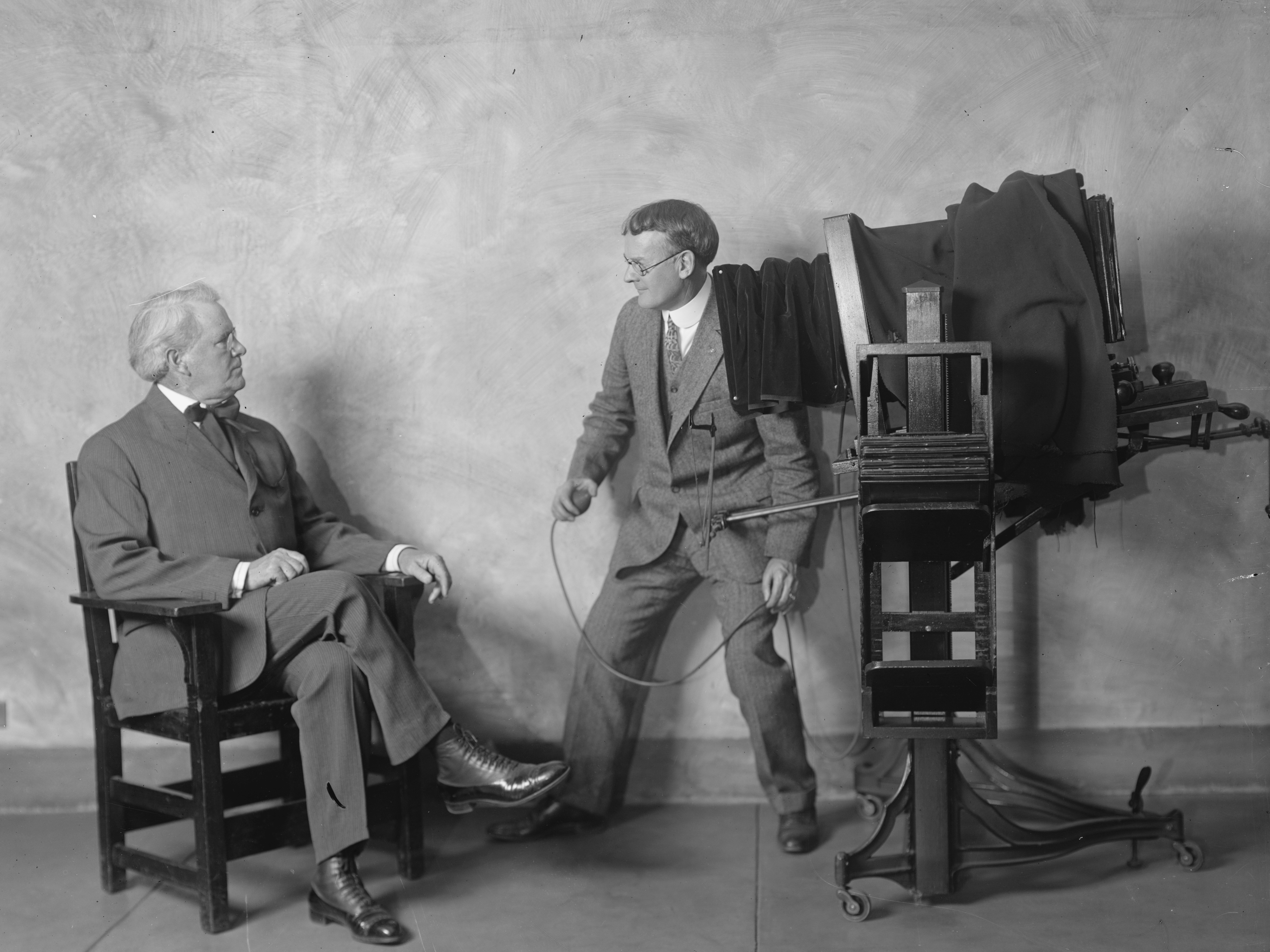
Fotograf (George W. Harris?) upravuje pózu washingtonského kreslíře Cliffa Berrymana před svým velkoformátovým fotoaparátem

Harris & Ewing photo studio je název fotografického studia, které vlastnili George W. Harris a Martha Ewing se sídlem ve Washingtonu, D.C. Jejich snímky jsou základem sbírky Harris & Ewing Collection v majetku Library of Congress.

## Historie
George W. Harris pracoval od roku 1900 do roku 1903 pro společnost Hearst News Service v San Franciscu. Zemřel v roce 1964 ve věku 92 let.

## Dědictví
Většina jejich fotografií se datují od roku 1905 až do roku 1945. Celkem asi 700 000 negativů se nachází v oddělení grafiky a fotografie Library of Congress a mnoho z nich je k dispozici on-line.

## Galerie

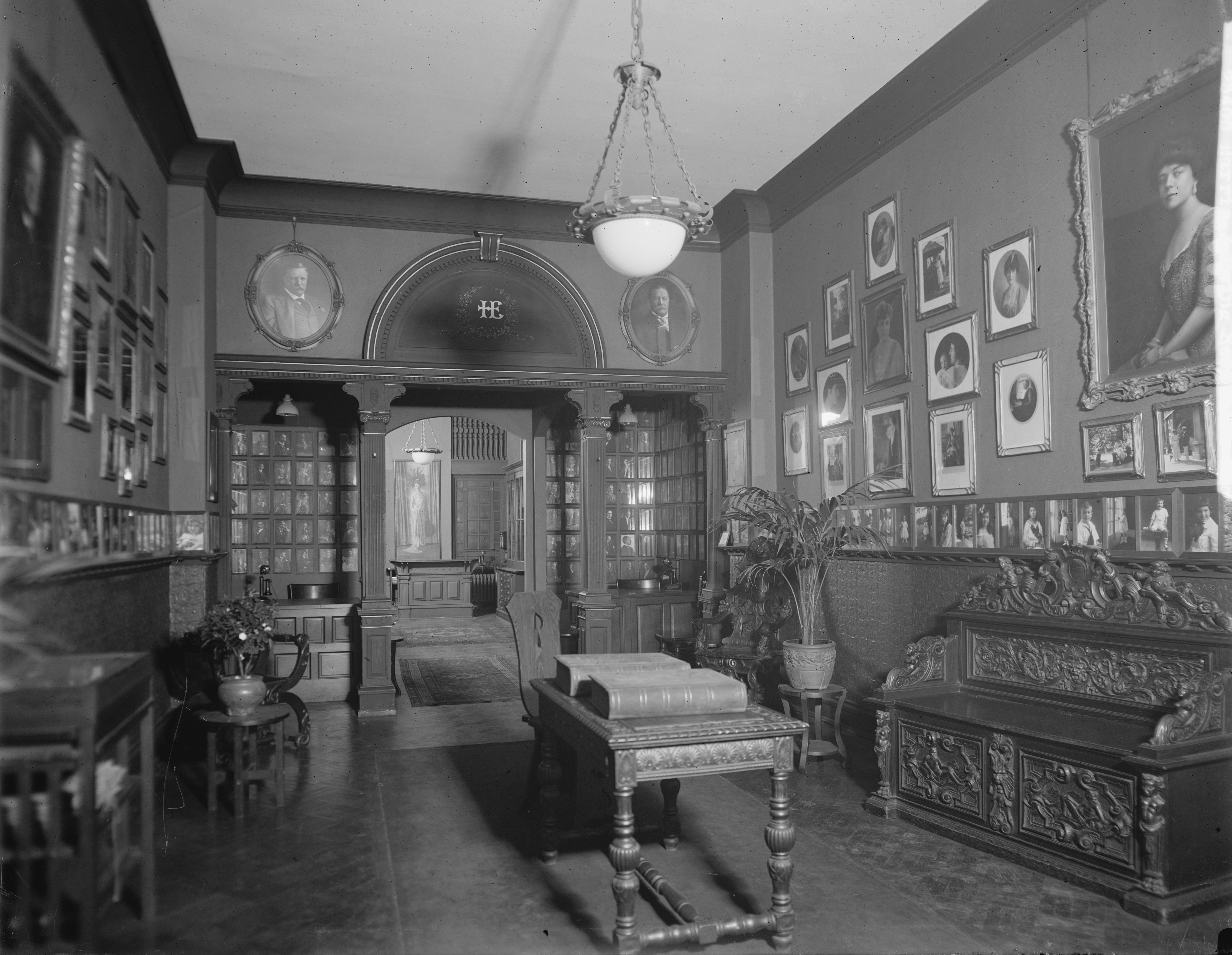
Čekárna Harris & Ewing Photographic Studios, Washington, 1910-1920
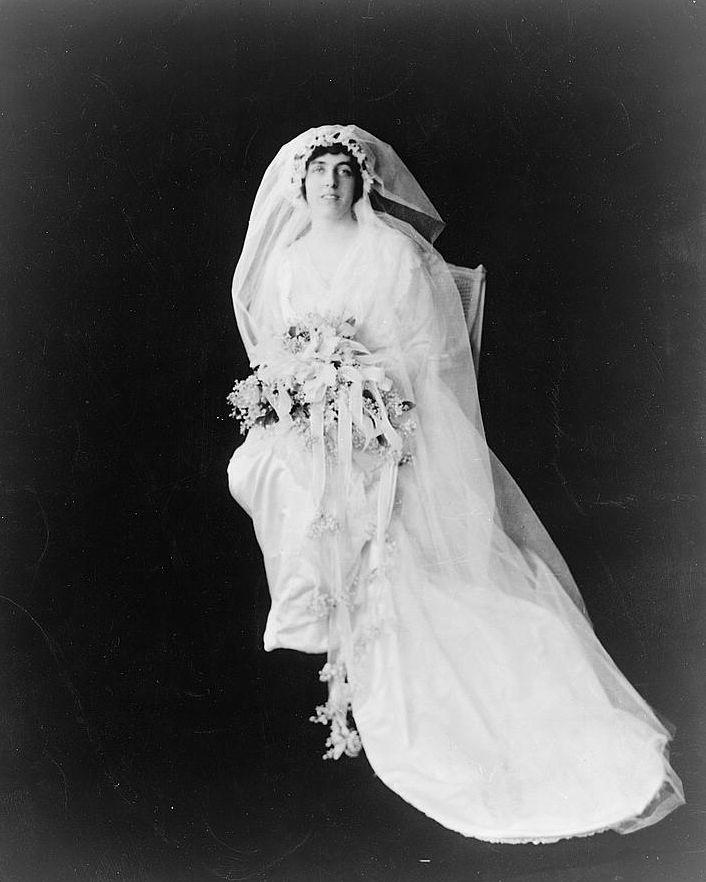
Eleanor Wilson McAdoo
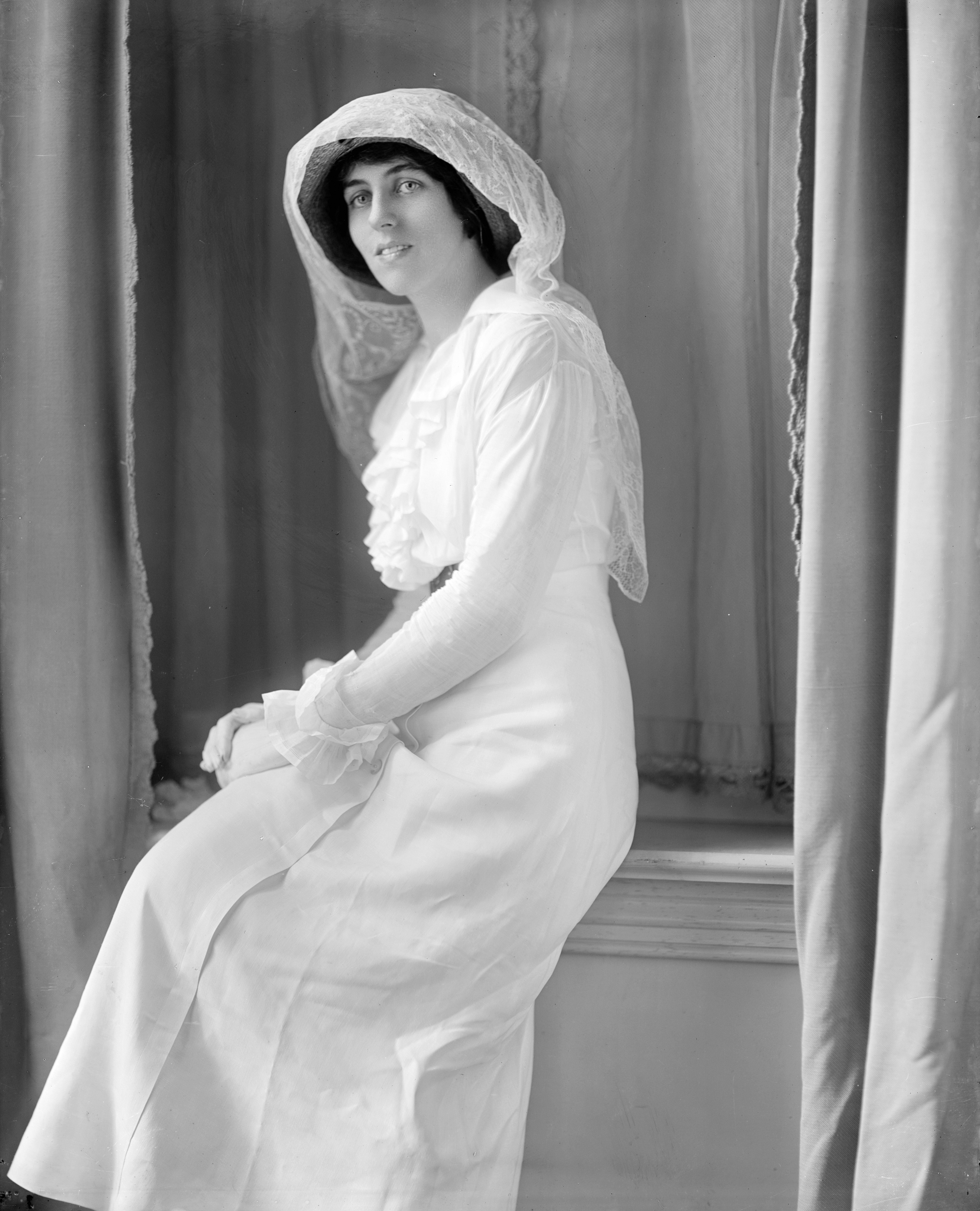
Eleanor Randolph Wilson
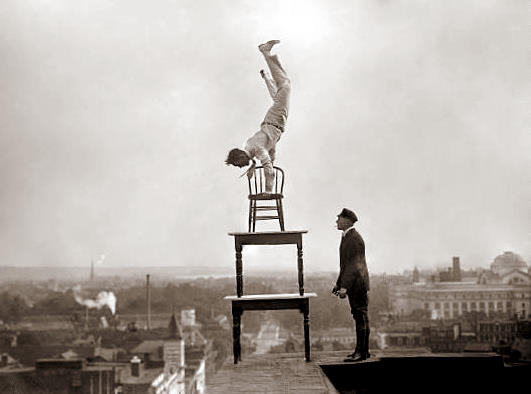
John Reynolds na střeše domu v ulici 9th Street NW, Washington
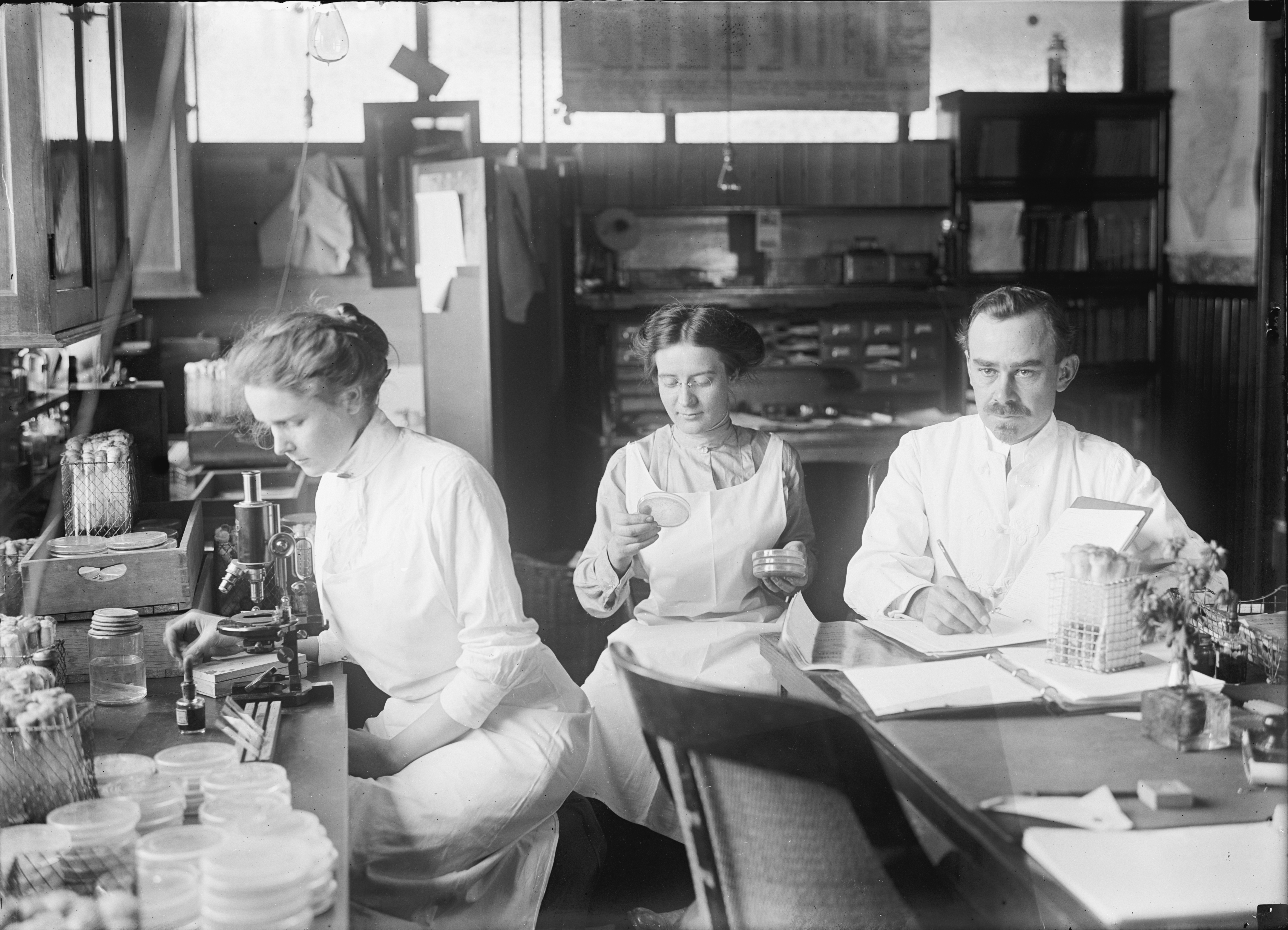
Laboratoř George Stiles, 1912
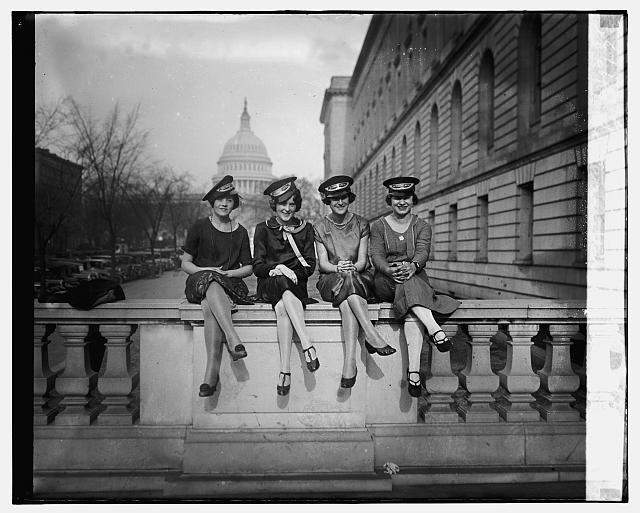
Dívky zaměstnané u společnosti Western Union
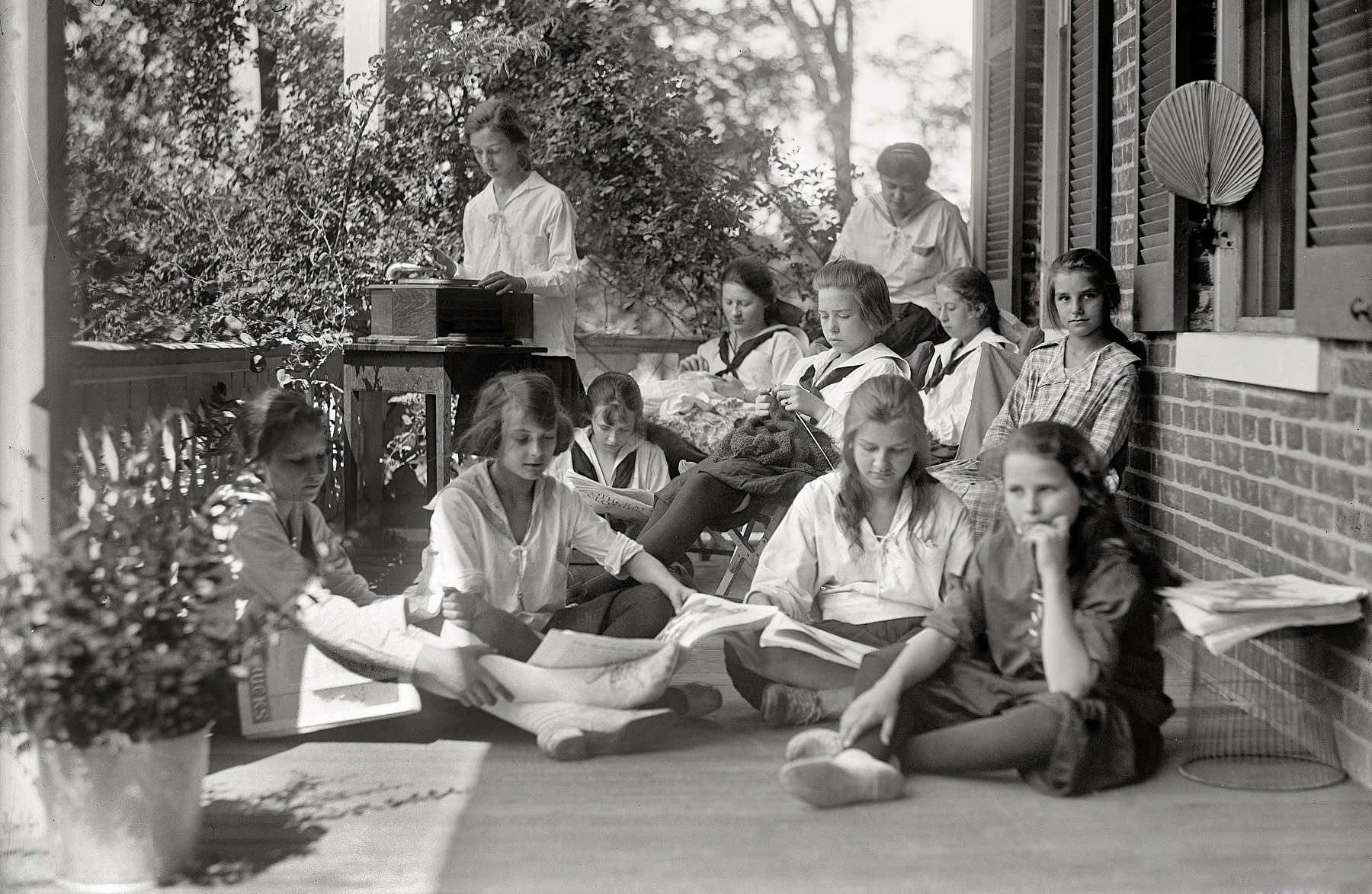
Kemp YWCA, studenti
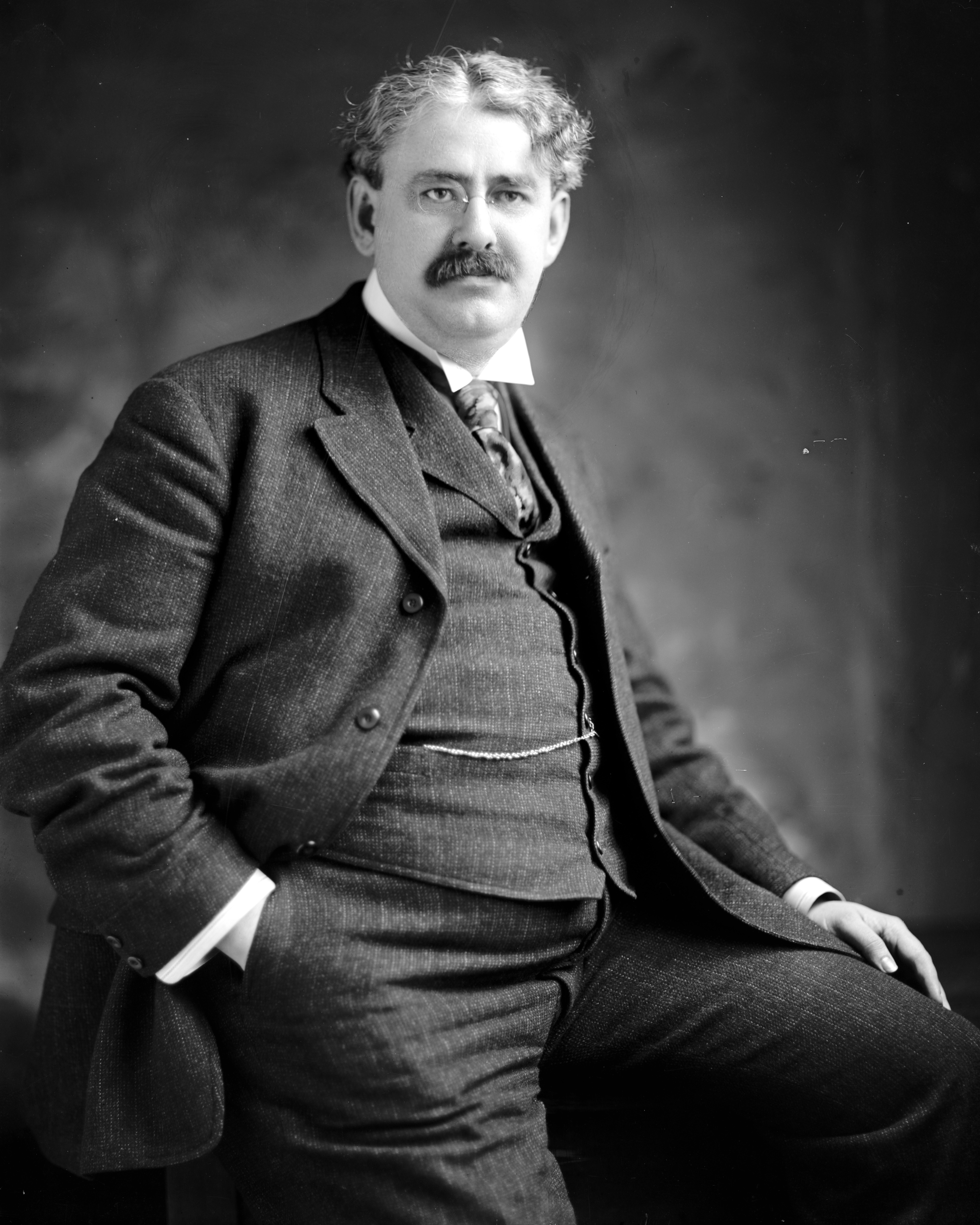
Frederick W. Mulkey
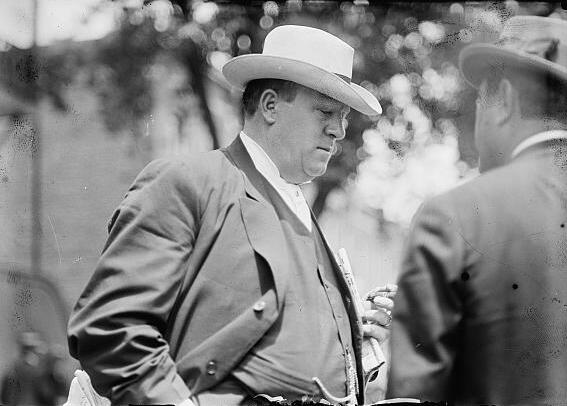
Ollie M. James